# كارلوس غوتيريز (لاعب كرة قدم)
كارلوس غوتيريز (بالإسبانية: Carlos Antonio Gutiérrez)‏ هو لاعب كرة قدم مكسيكي في مركز الوسط، ولد في 11 سبتمبر 1977 في مدينة مكسيكو في المكسيك. لعب مع زاكاتيبيك ونادي أونيفرسيداد ناسيونال.